# Agustín Viana
Agustín Viana Ache (Chicago, Estados Unidos, 23 de agosto de 1983) es un ex futbolista uruguayo nacido en Estados Unidos. Jugaba de defensa.

## Biografía
Agustín Viana actúa de defensa por la banda izquierda, aunque a veces es utilizado como centrocampista defensivo, posición original en la que desempeñó en las categorías juveniles de la selección uruguaya.
Empezó su carrera profesional en 2001 en el Club Atlético Bella Vista. Con este equipo consigue el ascenso a Primera división en 2005.Actualmente milita en el Club Atlético Bristol de la liga departamental de Mercedes en Soriano,Uruguay.
Al año siguiente ficha por el Club Nacional de Football y es campeón de la primera división uruguaya 2005-06. Con Nacional hizo 35 apariciones en la liga y aportó un gol. Viana, además de ser fanático de este equipo, es sobrino del por entonces presidente de Nacional, el economista Eduardo Ache.
Luego se marcha en calidad de cedido al Clube Atlético Mineiro de Brasil y en 2008 regresa al Club Atlético Bella Vista.
En enero de 2009 firma un contrato con el club rumano, el CFR Cluj rumano, equipo que pagó 300000 euros para poder ficharlo.
La primera semana de agosto de 2009 ficha por el Gallipoli Calcio de la Serie B italiana.
En 2010 vuelve a su club de origen, Bella Vista.
Para la temporada 2011-2012 ficha por el Levadiakos de la Super Liga de Grecia.
Tras un breve paso, regresa a Bella Vista.
El 28 de enero de 2013 ficha por el Columbus Crew de la MLS, sin ocupar un cupo de extranjero ya que el jugador nació en Chicago.

## Vida personal
Es hijo de Luis Viana un economista quien vivió cinco años en Chicago. Ahí nacieron los tres hijos más grandes, Luis, Sarita y Agustín.
Agustín tiene 7 hijos: Milagros, la más grande, nació en Uruguay cuando Agustín jugaba en Rumania, y Santiago, el segundo, llegó al mundo en Uruguay. Años después nace Sofía en 2013 y al año siguiente llega Álvaro ambos nacidos en Ohio. 4 años después llega Facundo nacido en Uruguay. 1 año después llega Pilar nacida en Montevideo. Y recién este año nació el séptimo llamado Benjamín, nacido en Uruguay.

## Selección nacional
Todavía no ha debutado con la selección absoluta, aunque si ha disputado varios partidos con las categorías inferiores de Uruguay.

## Clubes
| Club             | País           | Año       |
| ---------------- | -------------- | --------- |
| Bella Vista      | Uruguay        | 2001-2005 |
| Nacional         | Uruguay        | 2006-2007 |
| Atlético Mineiro | Brasil         | 2007-2008 |
| Bella Vista      | Uruguay        | 2008      |
| Cluj             | Rumania        | 2009      |
| Gallipoli        | Italia         | 2009-2010 |
| Bella Vista      | Uruguay        | 2010-2011 |
| Levadiakos       | Grecia         | 2011-2012 |
| Bella Vista      | Uruguay        | 2012-2013 |
| Columbus Crew    | Estados Unidos | 2013-2014 |
| Danubio          | Uruguay        | 2015-2016 |

## Palmarés

### Campeonatos regionales
| Título             | Club             | País   | Año  |
| ------------------ | ---------------- | ------ | ---- |
| Campeonato Mineiro | Atlético Mineiro | Brasil | 2007 |

### Campeonatos nacionales
| Título                      | Club     | País    | Año     |
| --------------------------- | -------- | ------- | ------- |
| Primera División de Uruguay | Nacional | Uruguay | 2005-06 |